# Tấn Linh công
Tấn Linh công (chữ Hán: 晉靈公, cai trị: 620 TCN – 607 TCN), tên thật là Cơ Di Cao (姬夷皋), là vị quân chủ thứ 26 của nước Tấn - chư hầu nhà Chu trong lịch sử Trung Quốc.

## Việc lên ngôi
Tấn Linh công là con đích của Tấn Tương công – vua thứ 25 nước Tấn, mẫu thân là Mục Doanh, tôn nữ của nước Tần.
Ngày Ất hợi tháng 8 năm 621 TCN, Tấn Tương công ốm nặng, triệu quan Thượng khanh Triệu Thuẫn đến ủy thác Thế tử Di Cao khi đó còn nhỏ tuổi, dặn rằng
Đứa con này nếu có tài thì ta được nhờ nó, nếu không có tài thì ta cần nhà ngươi
Do nước Tấn từng nghiêng ngả do loạn lạc sau thời Tấn Hiến công nên các đại phu muốn chọn lập người lớn tuổi để ổn định tình hình chứ không muốn lập Di Cao. Triệu Thuẫn bàn định lập người con trai thứ 2 của Tấn Văn công, em vua Tương công tên là Ung - đang làm con tin ở nước Tần lên làm vua, trong khi đó Giả Quý lại muốn lập một công tử khác là Nhạc - con trai vua Văn công với Hoài Doanh - hiện đang làm con tin ở nước Trần. Triệu Thuẫn viện lẽ mẹ của Ung là Đỗ Kỳ là người hiền; còn Hoài Doanh từng lấy người khác trước khi lấy Văn công, mà nước Trần lại là nước nhỏ yếu để bác lời bàn của Giả Quý, rồi sai Tiên Miệt và Sĩ Hội qua Tần rước Công tử Ung. Giả Quý cũng sai người sang nước Tần đón công tử Nhạc.
Trong triều mâu thuẫn gay gắt. Giả Quý giết chết Dương Xử Phụ là người cùng phe Triệu Thuẫn. Triệu Thuẫn bèn đánh Giả Quý, Quý bỏ chạy sang nước Địch. Đúng lúc đó Tần Mục công cũng mất. Thế tử Oánh lên nối ngôi, tức là Tần Khang công. Tần Khang công điều quân hộ tống công tử Ung về nước Tấn. Trước khi công tử Ung về Giáng Đô, Tương phu nhân là Mục Doanh ẵm Di Cao ra giữa triều, khóc nói rằng
Tiên quân có tội gì, tự quân có tội gì, mà bỏ con đích không lập, lại đi mời người ở nước ngoài về. Người con này, các ông định sao.
Ra khỏi triều, Phu nhân lại ẵm Thế tử đến nhà họ Triệu, rạp đầu trước Triệu Thuẫn và nhắc lại lời di huấn của Tương công. Triệu Thuẫn và các quan đều ngại Mục Doanh, và sợ bị dân chúng phản đối, bèn đồng ý lập Di Cao. Triệu Thuẫn rước thế tử Di Cao lên ngôi, tức là Tấn Linh công.
Vì đã trót sai Tiên Miệt đi đón Công tử Ung mà ở trong nước lại đổi ý lập Linh công, Triệu Thuẫn bèn chuẩn bị lực lượng để ngăn đoàn hộ tống công tử Ung của nước Tần. Quân Tần đến Lệnh Hồ, Triệu Thuẫn ra đón đánh bại quân Tần. Các tướng Tấn theo công tử Ung là Tiên Miệt và Sĩ Hội bỏ trốn sang nước Tần.
Mùa thu tháng 8 năm đó, Triệu Thuẫn thay mặt Tấn hầu mời các vua là Tề hầu, Tống công, Vệ hầu, Trầu hầu, Trịnh bá, Hứa nam, Tào bá đến dự thề ở đất Hỗ thuộc nước Trịnh vì duyên cớ Tấn Linh công mới lên ngôi. Trong ngày hội ấy, Lỗ công vì lười nhác mà đến chậm, cho nên không được chép tên trong những người đi dự hội.

## Tranh chấp giữa các dòng họ
Nước Tấn từ sau loạn Ly Cơ, đã bỏ hẳn việc phong đất cho các công tử con vua. Từ đó về sau, trừ người nối ngôi Tấn hầu ra, tất cả công tử đều bị gửi sang nước khác làm quan, vì thế nước Tấn không còn cái gọi là Công tộc nữa. Thế lực công thất do đó suy kém, các họ khanh đại phu dần nắm lấy thực quyền chính trị, sau vài trăm năm hình thành cái thế ba nhà chia Tấn.
Vì khủng hoảng kế vị sau cái chết của Tương công, Thứ khanh Hồ Xạ Cô giết Đại phu Dương Xử Phụ, rồi Triệu Thuẫn đuổi Hồ Xạ Cô; khiến gia tộc Hồ thị mất vị thế trên chính trường Tấn quốc.
Năm thứ 2 đời Linh công, Khoái Đắc bị Tiên Khắc cướp mất đất lộc điền, bèn cùng với Sĩ Cốc giết Tiên Khắc. Triệu Thuẫn được tin, ra lệnh điều tra rất gấp, coi ai giết quan đại thần. Năm tướng Tiên Đô, Lương Ích Nhĩ, Sĩ Cốc, Khoái Đắc và Cơ Trịnh Phủ thấy việc đã nguy, bèn hẹn nhau khởi loạn; nhưng chưa kịp tiến hành thì đã bị Triệu Thuẫn bắt hết cả, năm vị quan ấy đều bị giết đi. Do Linh công còn quá nhỏ, Triệu Thuẫn chuyên quyền, bổ nhiệm các tướng thân cận mình vào các chức vụ chủ chốt như Tuân Lâm Phủ làm Trung quân tá thay Tiên Khắc, Khước Khuyết thăng làm Thượng quân tướng thay Cơ Trịnh Phủ, Du Biền làm Thượng quân tá, Loan Thuẫn làm Hạ quân tướng thay Tiên Miệt, Tư Giáp làm Hạ quân tá thay Tiên Đô. Đề Di Minh làm Xa hữu, Hàn Quyết làm Tư mã.
Về sau Triệu Thuẫn cùng các quan khanh nước Tấn lo lắng Sĩ Hội đang đi trốn ở nước Tần sẽ giúp Tần hại Tấn, bèn sai Thọ Dư đi lôi kéo được Sĩ Hội trở về giúp nước Tấn.

## Chiến tranh với lân bang
Tấn và Tần lại phát sinh chiến tranh vì việc thừa kế của Tấn Linh công. Năm 617 TCN, Tấn đánh Tần, chiếm đất Thiếu Lương, đồng thời quân Tần cũng đánh Tấn chiếm đất Hào.
Năm 615 TCN, Tần Khang công lại đánh Tấn, chiếm đất Ky Mã. Tấn Linh công bèn sai Triệu Thuẫn, Triệu Xuyên và Khước Khuyết đi đánh báo thù, thắng quân Tần một trận lớn ở Hà Khúc.
Năm 613 TCN, Chu Khoảnh Vương qua đời. Các quan khanh nhà Chu tranh nhau quyền hành nên không ai đi báo tin cho chư hầu. Triệu Thuẫn nghe tin, bèn mang quân sang dẹp loạn nhà Chu và lập Chu Khuông Vương lên ngôi.
Những năm Linh công, quốc lực nước Tấn suy kém đi do những tranh chấp trong nội bộ, tạo điều kiện cho kình địch là nước Sở trở lại uy hiếp Trung Nguyên. Năm 617 TCN, Sở Mục vương nhân lúc Tấn hầu mới lên ngôi còn nhỏ,phát quân đánh nước Trịnh, Trần và Tống; quân Tấn đến cứu không kịp. Cuối cùng các vua Tống, Trịnh, Trần, Sái phải đến dự hội thề với Sở.
Năm 613 TCN, Triệu Thuẫn lại thay mặt Tấn hầu triệu tập các chư hầu hội thề ở Tân Thành

## Vụ án Đào Viên
Tấn Linh công lớn lên chỉ ăn chơi, không lo việc triều chính, lại thích đánh thuế nặng để xây cất trang trí cung điện và giết người vô tội. Triệu Thuẫn và Sĩ Hội mấy lần can ngăn nhưng Linh công không nghe.
Linh công ghét nghe can gián, bèn sai tráng sĩ Sừ Nghê đi ám sát Triệu Thuẫn. Sừ Nghê đến nơi thấy Triệu Thuẫn chuẩn bị vào triều kiến Linh công vẫn giữ nghi thức kính cẩn. Sừ Nghê biết Triệu Thuẫn là người tốt bèn tự vẫn mà chết, không thi hành việc do Linh công giao.
Tấn Linh công thấy việc không thành, lại định giết Triệu Thuẫn lần nữa. Tháng 9 năm đó, Linh công sai võ sĩ mai phục trong triều và mời Triệu Thuẫn đến uống rượu. Người đầu bếp của Linh công là Đề Di Minh vốn từng được Triệu Thuẫn cứu giúp lúc khó khăn, nhưng Thuẫn lâu ngày không nhớ. Lúc đó Đề Di Minh sợ Triệu Thuẫn say không dậy nổi, bèn bước ra xin ngừng tiệc rượu theo đúng nghi lễ, vua chỉ chúc bầy tôi 3 chén. Triệu Thuẫn bèn trở dậy đi ra, nhưng giáp sĩ vẫn chưa xông vào. Tấn Linh công sốt ruột bèn sai con chó Ngao ra cắn Triệu Thuẫn. Đề Di Minh bèn cản đường đánh chết con chó.
Tấn Linh công hô giáp sĩ xông ra. Đề Di Minh một mình hộ vệ cho Triệu Thuẫn chạy, đánh cho các giáp sĩ không tiến lên được. Cuối cùng Triệu Thuẫn chạy thoát, trốn khỏi nước Tấn để tránh bị truy kích.
Tả truyện mô tả khác với Sử ký, theo đó cứu Triệu Thuẫn có tới 2 người chứ không phải một người. Đề Di Minh không phải người từng được Triệu Thuẫn cứu lúc đói khát. Sau khi đánh chết chó Ngao, Đề Di Minh đánh quân túc vệ của Tấn Linh công chặn đường cho Triệu Thuẫn chạy thoát nhưng cuối cùng cũng bị số đông đánh chết. Triệu Thuẫn đang chạy thì được người học trò là Linh Chiếp – đây mới là người mang ơn Triệu Thuẫn cứu khi đói - đến đánh chặn cho Triệu Thuẫn chạy thoát.
Tháng 9 năm đó, em Triệu Thuẫn là Triệu Xuyên mang quân đánh úp vào cung giết chết Tấn Linh công. Do Linh công xa xỉ mất lòng người nên thủ hạ không cứu giúp.
Tấn Linh công ở ngôi tất cả 14 năm. Triệu Thuẫn trở về, lập con nhỏ của Tấn Văn công, chú của Linh công là công tử Hắc Đồn làm vua, tức là Tấn Thành công.